# Megachile serraticauda
Megachile serraticauda là một loài Hymenoptera trong họ Megachilidae. Loài này được Cockerell mô tả khoa học năm 1938.